# Hebreeuwse Bijbel
De Hebreeuwse Bijbel is de Tenach in het jodendom en in het christendom het Oude Testament. De naam wordt door academische Bijbelgeleerden  gebruikt omdat die neutraal is. 
Niet iedereen is het ermee eens dat de naam Hebreeuwse Bijbel neutraal is. Het woord bijbel kan christocentristisch overkomen op Joden, terwijl Hebreeuws zowel kan verwijzen naar de Hebreeuwse taal als naar het volk van de Hebreeën, een synoniem voor Israëlieten. De Hebreeuwse Bijbel zou daarmee niet voor christenen zijn bestemd, terwijl de verschillende christelijke stroming de Hebreeuwse Bijbel, dus het Oude Testament nog als onverminderd geldig beschouwen. Veel christenen stemmen met de naam Hebreeuwse Bijbel, Hebreeuwse geschriften of daarmee te vergelijken in, omdat het Oude Testament kan suggereren dat dit deel van de christelijke Bijbel verouderd is. Er is ook het Nieuwe Testament.
De Hebreeuwse Bijbel is een bepalend boek in de studie naar de grondtekst van de Bijbel. Het Jodendom heeft eeuwenlang, tot er onder invloed van het humanisme een hernieuwde belangstelling voor ontstond, dit deel van de Bijbel met de hand overgeschreven. 

## Inhoud en indeling
Inhoudelijk duiden Hebreeuwse Bijbel, Tenach en Oude Testament dus dezelfde verzameling Bijbelboeken aan.
De Thora zijn de eerste vijf boeken van de Tenach, dus van de Hebreeuwse Bijbel.
De volgorde waarin de boeken worden geplaatst verschilt. Daarnaast gelden sommige combinaties van boeken als één in de Tenach, maar zijn deze opgesplitst in het Oude Testament, namelijk 1 en 2 Samuel, 1 en 2 Koningen en 1 en 2 Kronieken. In de Tenach worden ook Ezra en Nehemia als één boek beschouwd. Soms worden in het jodendom ook de kleine profeten als één boek beschouwd. Er zijn dus diverse versies uit hoeveel boeken de Hebreeuwse Bijbel bestaat.
Binnen het christendom zijn er bovendien verschillen in opvatting of de deuterocanonieke boeken wel of niet tot de canon van de Bijbel horen. In het katholicisme en de oosters-orthodoxe kerken is de opvatting van wel, in het protestantisme is de opvatting van niet.

## Websites
- A Hebrew - English Bible, de Hebreeuwse Bijbel in Hebreeuwse tekst met Engelse vertaling (ook in het Hebreeuws te beluisteren).
- The Complete Jewish Bible, de Tenach in Engelse vertaling (met bij sommige boeken Hebreeuws ernaast), en de commentaren van Rasjie.
- De canonvorming van de Hebreeuwse Bijbel, het Oude Testament door A. van der Kooij - dewoesteweg.nl